# Доковый мост
До́ковый мост (встречается под названием разводной мост) — мост через канал Петра Великого в пригороде Санкт-Петербурга Кронштадте. Название получил из-за соседства с Петровским доком.

## Общие сведения
Мост построен в 1854—1856 гг., взамен деревянного раздвижного «Горбатого» моста и получил новое название «Докового». Проект инженер-подполковника Н. П. Богдановского, работы выполнены заводом Берда. Устои нового моста сделаны силами Кронштадтского порта. Примечателен тем, что собран на клёпаных соединениях, так как технологии сварки тогда ещё не были настолько отработаны, чтобы реализовать такую конструкцию.
Существует легенда, что в проектировании моста принимал участие вице-адмирал С. О. Макаров. В 1856—1857 гг. от моста до шлюзных ворот установлена чугунная решетка, изготовленная СПб Гальванопластическим и Механическим заведением.
Мост ремонтировался в 2008 году.
В недалёком прошлом, при необходимости захода корабля в док, мост просто отводился в сторону, судно проходило, и мост наводили обратно. Сейчас док в запустении и нужда в разводном мосте пропала, но и по сей день лишь этот мост в Кронштадте способен разводиться.
Доковый мост — единственный в Петербурге разводной мост, который не поднимается, а поворачивается. В 2019 году проведен его капитальный ремонт с полным восстановлением разводного поворотного механизма, который давно перестал функционировать из-за неоднократных попыток хищения его деталей. Однако, ключевые элементы хранятся на базе мостостроительной организации и, в случае необходимости захода корабля в док, мост можно без проблем повернуть.